# Ronen Rubinstein
Ronen Rubinstein (Rehovot, 7. studenoga 1993.) je izraelsko-američki glumac, filmski direktor i pjevač. Najpoznatiji je po ulogama T.K. Stranda u 9-1-1: Lone Star te kao Nathan u Netflixovoj seriji Orange Is The New Black.

## Rani život i školovanje
Rubinstein je rođen 7. studenog 1993. u Rehovotu kao sin imigranata ruskih Židova. Kada mu je bilo pet godina s obitelji se preselio u Staten Island, New York City, gdje je i odrastao.
Glumiti je počeo na nagovor psihoterapeuta kada je bio u završnom razredu srednje škole. Razlog je bio taj što je Rubinstein imao problema s opioidima pa je na taj način našao "izlaz".
Rubinstein je nakratko radio kao dentalni asistent svome ocu, no odlučio je karijeru sazdati u glumi. Diplomirao je na Njujorškoj filmskoj akademiji.

## Osobni život
Rubinstein se deklarirao kao biseksualac u intervjuu za Variety u travnju 2021.
Njegov prvi jezik je ruski, dok su hebrejski i engleski njegov drugi i treći jezik, respektivno.
Kazao je kako mu američki košarkaš Kobe Bryant predstavlja najveći životni uzor.
U ožujku 2020. podržao je demokrata Bernia Sandersa u stranačkoj predsjedničkoj utrci.